# Natuurvolk

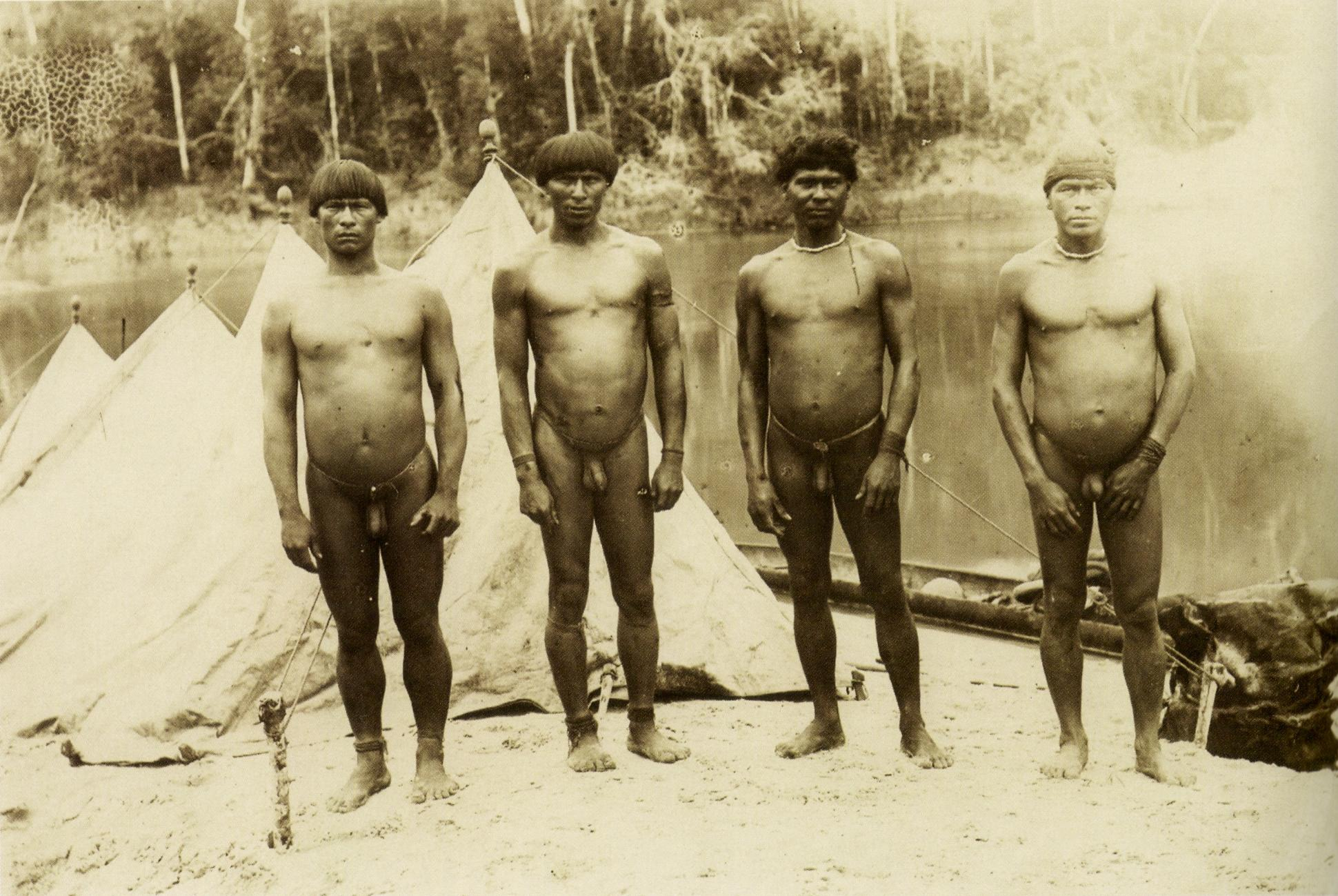
Mehinako-indianen (1894)

De benaming natuurvolk verwijst naar menselijke volkeren die geïsoleerd van de geïndustrialiseerde beschaving leven in een niet- of nauwelijks veranderde natuurlijke omgeving en deze bijna volledig vrij van technologie gebruiken. De traditionele term primitieve volkeren is in onbruik geraakt wegens de connotatie (cultureel) 'minderwaardig'.

## Natuurvolkeren en hun biotopen
Hierbij gaat het meestal om kleine inheemse volken in afgelegen delen van de wereld, zoals in de savannes en woestijnen van Afrika of in de regenwouden, waterlanden en gebergten van het Amazonegebied (Zuid-Amerika) en Nieuw-Guinea.
Veel van deze volken worden door het doordringen van de  "beschaving" bedreigd in hun eigen cultuur of zelfs in hun bestaan. Ze worden hierdoor meer en meer gedwongen zich aan te passen aan de moderne wereld, blootgesteld aan infectieziekten, verdrongen, weggejaagd of zelfs gedood.
tegenwoordig gaat de dreiging, evenals voor veel lokale dier- en plantensoorten, meestal uit van de aantasting van het met hun leefwijze verbonden biotoop door vervuiling, boskap, ontginning voor land- en mijnbouw, aanleg van wegen en zo meer.

## Kritiek
Het begrip 'natuurvolk' duidt niet slechts op de nabijheid van de natuur in de levenswijze van een gemeenschap, maar zet dergelijke gemeenschappen - meestal impliciet - tegenover het begrip cultuur. Hierdoor wordt 'natuurvolk' enerzijds een meetbaar begrip, aangezien deze cultuur als oorspronkelijker en minder ontwikkeld wordt beschreven, en anderzijds een romantiserend begrip (in volledige harmonie met de natuur levende mensen).
Het is echter een misvatting te denken dat alle natuurvolkeren in harmonie met de natuur leefden, zoals de fatale ontbossing van het Paaseiland door een steentijd-stam schrijnend illustreert.
Daarnaast ligt aan het begrip 'natuurvolk' een conserverend uitgangspunt ten grondslag, die het bewaren van de oorspronkelijke levenswijze als een doel ziet bij het geven van hulp, waar anderen andere begrippen als mensenrechten en het beëindigen van achterstanden op het gebied van economie en politiek meer op de voorgrond stellen.
Verwante begrippen zijn edele wilde en tribalisme.